# Dorfkirche Alt Rosenthal

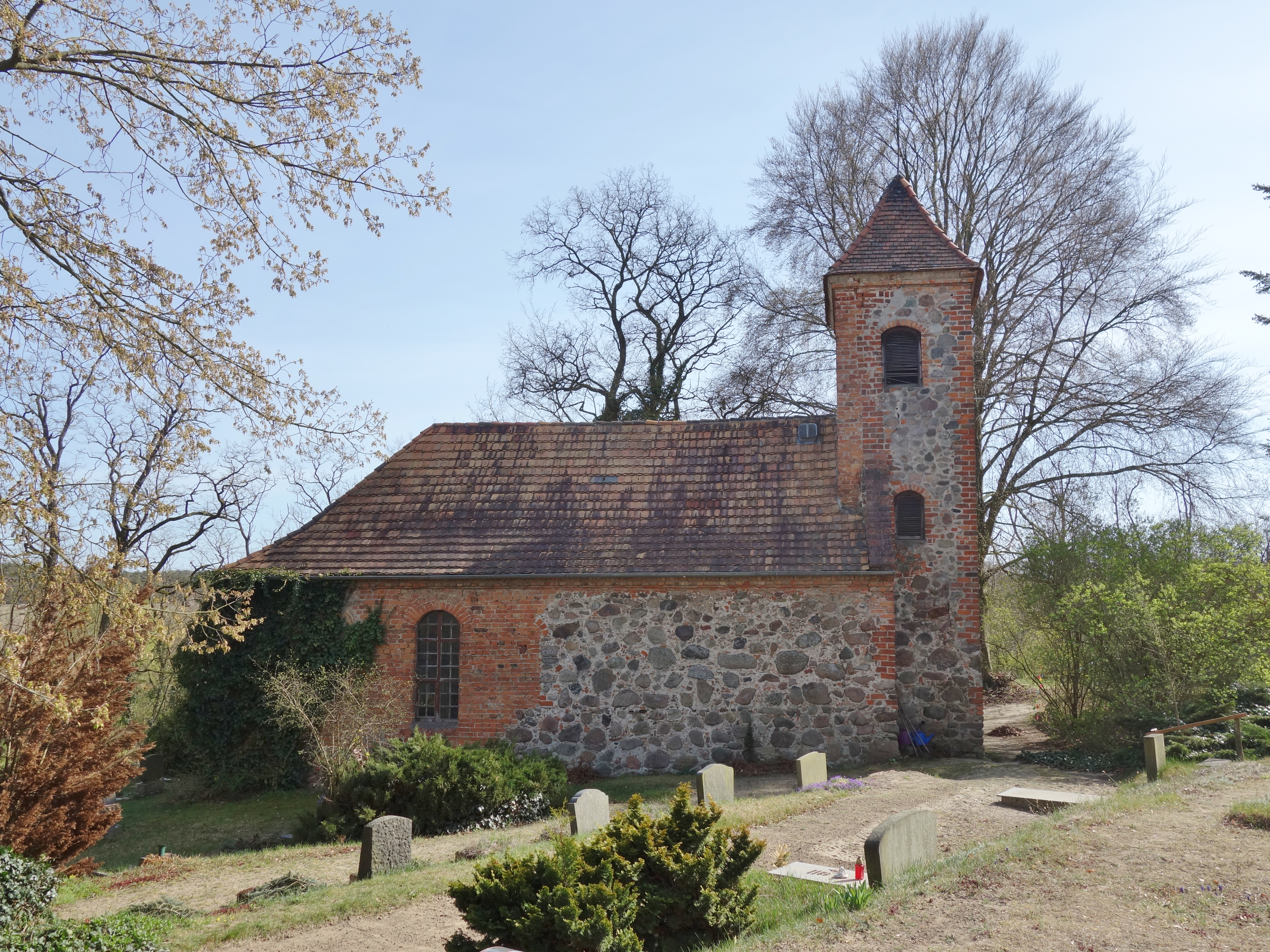
Dorfkirche Alt Rosenthal

Die evangelische, denkmalgeschützte Dorfkirche Alt Rosenthal steht in Alt Rosenthal, einem Ortsteil der Gemeinde Vierlinden im Landkreis Märkisch-Oderland des Landes Brandenburg. Die Kirchengemeinde gehört zum Pfarrsprengel Neuentempel im Kirchenkreis Oderland-Spree im Sprengel Görlitz der Evangelischen Kirche Berlin-Brandenburg-schlesische Oberlausitz.

## Beschreibung
Die Saalkirche wurde 1697/98 aus Mischmauerwerk erbaut. Dabei wurden Teile des Vorgängerbaus verwendet. Sie besteht aus einem Langhaus und einem Kirchturm auf quadratischem Grundriss im Westen, der mit einem Pyramidendach bedeckt ist. Das Portal befindet sich in einem Anbau an der Südwand des Langhauses, in dessen Innenraum eine Patronatsloge untergebracht ist.